# تیرارشی نگروپونته
تیرارشی نگروپونته (ایتالیایی: Negroponte)، به‌عنوان یکی از قلمروهای تابع تسالونیک که شامل جزایر نگروپونته (ائوبویا) می‌شد، در سال ۱۲۰۵ تشکیل شد. این قلمرو پس از تسالونیک تابع شاهزاده‌نشین آخا قرار گرفت. این قلمرو توسط سه بارون که هرکدام بر بخشی حکم می‌راندند، اداره می‌شد. این شیوه حکومت سبب شد تا ونیزی‌ها به‌سهولت قدرت را در این قلمرو تا زمان حمله ترکان عثمانی در دست بگیرند.